# Knappmühle
Knappmühle ist eine Wüstung nahe der Ortsgemeinde Dahlem, im Eifelkreis Bitburg-Prüm in Rheinland-Pfalz.

## Geographische Lage
Die Wüstung Knappmühle liegt nordöstlich von Dahlem an der K 34 in unmittelbarer Nähe zum Keutelbach. Umgeben ist die Wüstung von umfangreichem Waldbestand.

## Beschreibung
Die Mühle lässt sich in die Zeit des Klassizismus zwischen 1750 und 1850 einordnen.
Erhalten sind heute nur noch die Überreste der ehemaligen Mühle. Man kann eine flachbogige, auf Widerlagern aus Felsen ruhende Brücke unterhalb der Stromschnellen des Keutelbaches erkennen. Bachabwärts sind zudem zwei mehrere Meter hohe, den Bachlauf einengende, Trockenmauern aus Sandstein erhalten. Diese sind die Reste des Hauptgebäudes.

## Nutzungsgeschichte
1760–1790 hatte Johann Peter Moritz von der Abtei Sankt Matthias bei Trier die Mühle gepachtet. Im späten 18. Jahrhundert war die Mühle unbewohnt und wurde ab 1806 wieder instand gesetzt. 1843 lebten auf dem Anwesen, zu dem auch ein landwirtschaftlicher Betrieb gehörte, fünf Personen. Am 26. Januar 1870 wurde sie von der Tochter von Johan Moritz nach dem Tode ihres Mannes Peter Theis an den Müller Johann Lichter zu Loskyll, den Besitzer der Looskyller Mühle, verkauft und stillgelegt.

## Denkmalschutz
Die noch erhaltene Brücke sowie die Trockenmauern der Mühle stehen heute unter Denkmalschutz und zählen zum Kulturgut der Region Trier.

## Einzelnachweis
1. 1 2  Eintrag zu Knappmühle Dahlem in der Datenbank der Kulturgüter in der Region Trier, abgerufen am 8. Februar 2021.